# Kinabaluchloa nebulosa
Kinabaluchloa nebulosa är en gräsart som beskrevs av Khoon Meng Wong. Kinabaluchloa nebulosa ingår i släktet Kinabaluchloa och familjen gräs. Inga underarter finns listade i Catalogue of Life.